# Lakuna
Lakuna neboli náhodná mezera (anglicky accidental gap) je v jazykovědě slovo, které v jazyce neexistuje a jehož neexistence není dovoditelná z jeho pravidel. Příkladem takového slova je mužka, které je utvořeno přechýlením od muž správně, ale v češtině takový tvar neexistuje.
V medicíně se slovo lakuna užívá jako synonymum pro výrazy prohlubinka, štěrbina, mezera.